# Marcusenius mento
Marcusenius mento es una especie de pez elefante eléctrico en la familia Mormyridae presente en diversas cuencas hidrográficas del centro y este de África, entre ellos el delta del Río Níger y el Sanaga. Es nativa de la Camerún, Gambia, Guinea, Guinea-Bissau, Liberia, Malí, Nigeria, Senegal y Sierra Leona y puede alcanzar un tamaño aproximado de 260 mm.
Respecto al estado de conservación, se puede indicar que de acuerdo a la IUCN, esta especie puede catalogarse en la categoría «preocupación menor (LC)».